# Коринна

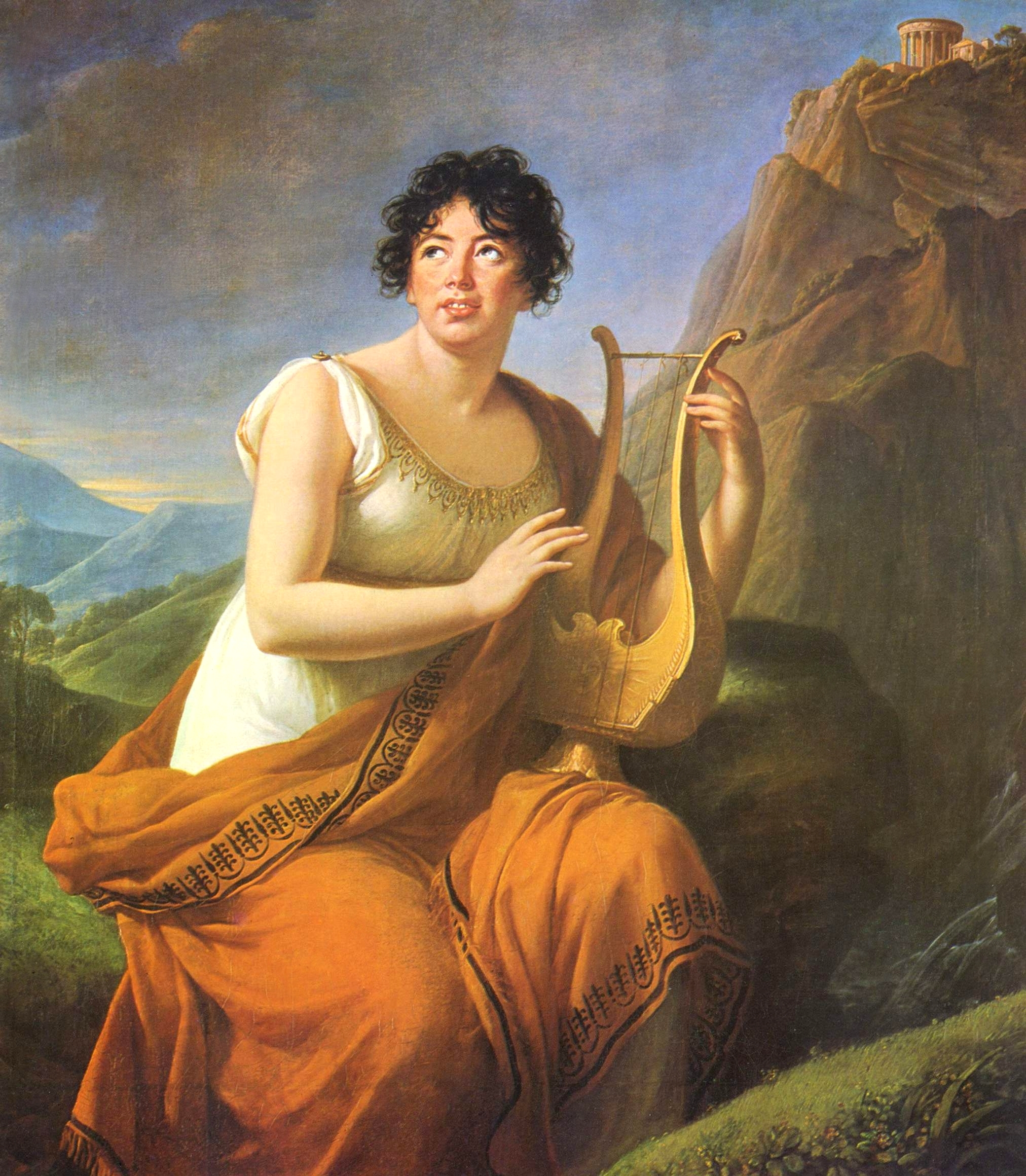
Мадам де Сталь в образе Коринны

Коринна (др.-греч. Κόριννα) — древнегреческая поэтесса, родом из Танагры (в Беотии).
Долго жила в Фивах, почему иногда называется фивянкой. Утверждают, что она победила на поэтическом соревновании знаменитого Пиндара, по некоторым версиям пять раз подряд, но обычно считают, что она была его наставницей. Павсаний упоминает могильный памятник Коринны, стоящий на видном месте в Танагре, а также картину в местном гимнасии, изображающую, как Коринна надевает на голову повязку в знак победы над Пиндаром.
Старинная традиция считала Коринну «десятой» в пантеоне знаменитых лирических поэтов античности. Современные же учёные на основании лингвистических данных датируют тексты Коринны более поздним временем (III–II вв. до н. э.). 
Сохранившиеся фрагменты стихотворений Коринны написаны на эолийском диалекте и посвящены местным беотийским мифологическим сюжетам. Они изданы Д. Пейджем в антологии Poetae melici Graeci (Оксфорд, 1962). 
Образцы поэзии Коринны в русских переводах:

Дочери Асопа
Муз фиалкоувенчанных

Дар поведаю — песнями

Славословить бессмертных.

О ту пору, как Зевс-отец,

Благ податель, избрал одну

Асопиду-Эгину: срок

Ей придет, — будет счастлива

На путях громовержца.— (перевод Я. Голосовкера)
* * *

Я Миртиде

Ставлю в упрек звонкоголосой: 

Спорить за приз с Пиндаром ей — 

Женщине смысл был ли какой?— (перевод В. Вересаева)
Вероятно, в честь нее Овидий избрал для своей возлюбленной псевдоним «Коринна».

## Издания
- Poetae melici Graeci: Alcmanis, Stesichori, Ibyci, Anacreontis, Simonidis, Corinnae, poetarum minorum reliquias, carmina popularia et convivialia quaeque adespota feruntur. ed. Denys Lionel Page. Oxford 1962